# Ficadusta
Ficadusta is een geslacht van weekdieren uit de klasse van de Gastropoda (slakken).

## Soorten
- Ficadusta barclayi (Reeve, 1857)
- Ficadusta pulchella (Swainson, 1823)